# Love Don’t Live Here
Love Don’t Live Here ist das vierte Studioalbum der US-amerikanischen Hardcore-Punk-/Beatdown-Band Lionheart aus Oakland, Kalifornien.
Es wurde am 22. Januar 2016 über ihr eigens gegründetes Label LHHC Records in den Vereinigten Staaten und über Beatdown Hardwear in Europa und Asien veröffentlicht. Das Album enthält elf Titel mit einer Spielzeit von 27 Minuten und 31 Sekunden. Zu Love Don’t Live Here wurden zwei Singleauskopplungen veröffentlicht.

## Hintergrund
Bereits Anfang September des Jahres 2015 wurde bekanntgegeben, dass Lionheart an einem neuen Album arbeite, welches Anfang des kommenden Jahres erscheinen sollte. Mitte Oktober des gleichen Jahres wurde dann der Name, die Titelliste und das Cover des Albums präsentiert. Es heißt Love Don’t Live Here und wurde für den 22. Januar 2016 angekündigt. Um das Album in den Vereinigten Staaten veröffentlichen zu können, gründeten die Musiker ihre eigene Plattenfirma, LHHC Records. Außerdem unterschrieb die Band einen Plattenvertrag beim deutschen Label Beatdown Hardwear um das Album auch in Europa und Asien veröffentlichen zu können.
Aufgenommen wurde das Album von Cody Fuentes in den Rapture Recording Studios in Hayward, Kalifornien. Love Don’t Live Here erschien schließlich am 22. Januar 2016. Es ist das erste Album nach vier Jahren. Undisputed, das Vorgänger-Album wurde 2012 veröffentlicht.
Der Titel des Albums ist an das fast gleichnamige Lied der in den 1970er-Jahren erfolgreichen Funk-Band Rose Royce angelehnt. Rob Watson entschied sich für diesen Namen, da dieses Lied eines seiner Lieblingsstücke ist.

## Promotion
Am 23. November 2015 wurde mit Pain die Hauptsingle des Albums mitsamt Musikvideo veröffentlicht. Das Musikvideo wurde von Will Darosa produziert und wurde erstmals über Loudwire veröffentlicht. Zudem wurde am selben Tag die Vorbestellungsphase gestartet. Vier Tage vor der offiziellen Veröffentlichung des Albums wurde dieses in kompletter Länger beim englischen Metal Hammer vorab gestreamt. Drei Tage nach Veröffentlichung wurde mit Love Don’t Live Here, die nach dem Album benannte zweite Single, ebenfalls mit Musikvideo, präsentiert.
Vom 4. bis 28. Februar 2016 absolvierte Lionheart eine Europatournee, die 25 Konzerte in zehn Staaten, darunter Deutschland, Frankreich, Spanien und Österreich umfasste, und von Desolated, Kublai Khan und Fallbrawl begleitet wurde. Am 27. Mai 2016 kündigte Lionheart überraschend ihre Auflösung an. Vier Tage nach dieser Bekanntmachung wurden die Tourdaten für eine Abschiedstournee zwischen dem 1. bis 31. Juli 2016, welche ebenfalls in Europa stattfand und dabei Festivals wie das With Full Force, das Vainstream Rockfest und das Free & Easy Festival sowie erstmalige Auftritte in Serbien und Griechenland umfasste, der Öffentlichkeit preisgegeben. Diese erfuhr Mitte August eine Fortsetzung, sodass die Gruppe am 5. November 2016 in Chemnitz ihr allerletztes Konzert in Deutschland spielt. Zudem sollen noch Konzerte in den Vereinigten Staaten gespielt werden.

## Titelliste
| #   | Titel                 | Länge | Anmerkungen                             |
| --- | --------------------- | ----- | --------------------------------------- |
| 1.  | Pain                  | 2:35  | 1. Single                               |
| 2.  | Keep Talikin’         | 2:13  |                                         |
| 3.  | Witness               | 2:44  |                                         |
| 4.  | Bury Me               | 3:20  |                                         |
| 5.  | Love Don’t Live Here  | 2:53  | 2. Single                               |
| 6.  | Rewind                | 2:06  | mit Andrew Mastiff                      |
| 7.  | Still                 | 2:16  |                                         |
| 8.  | New Enemies           | 2:32  |                                         |
| 9.  | Lock Jaw              | 2:39  | mit Cameron Grabowski von These Streets |
| 10. | Dead Wrong            | 2:49  | mit Richard Mathews                     |
| 11. | Going Back to the Bay | 1:18  |                                         |

Die Lieder wurden allesamt von Sänger Rob Watson geschrieben und handeln unter anderem von persönlichen Erlebnissen und Empfindungen:
- Pain wurde geschrieben als sich Watson in einem Teufelskreis befand und sein Leben in einer Art „Dauerschleife“ feststeckte.[6]
- Keep Talkin’ ist laut Watson ein ausgestreckter Mittelfinger. Er wollte der Welt mit diesem Lied „fick dich“ sagen.[6]
- Witness ist auf einer persönlichen Ebene verfasstes Lied und handelt von seiner alleinerziehenden Mutter und das Erwachsenwerden unter schlechten Umständen.[6]
- Bury Me wurde von den getroffenen Entscheidungen Watsons inspiriert.[6]
- Love Don’t Live Here wird von Watson als sein persönlichstes Lied beschrieben und beschreibt einen Zeitpunkt in seinem Leben, in dem es ihm besonders schlecht ging.[6]
- Rewind handelt von der Kindheit Watsons und seinem Weg zur Musik.[6]
- Still beschreibt das Leben in einer Band, speziell seiner eigenen Gruppe, Lionheart.[6]
- New Enemies ist ebenfalls ein Lied über sein Leben als Kind und die Härten des Älterwerdens.[6]
- Dead Wrong ist gegen die hiesige Musikindustrie, gegen ehemalige Bandkollegen und mittelmäßige Labelbesitzer gerichtet.[6]
- Going Back to the Bay handelt von seiner Liebe zu Nordkalifornien.[6]

## Kritiken
Taylor Markarian vom US-amerikanischen Revolver beschreibt Love Don’t Live Here als ein robustes und bis auf dem Punkt dreistes Hardcore-Album. Lieder wie Pain oder Rewind spucken ehrlich zähe Texte, seien gut zum stampfen und zum niederwerfen. Dennoch gehe der Musik auf Love Don’t Live Here ein wenig der Einfallsreichtum verloren. Es sei klar, dass die Musiker stolz auf ihre Hardcore-Wurzeln seien, wie sie es im Lied Still proklamieren, und das Album bleibt seinem 90er-Jahre-Hardcore-Sound treu ohne die Grenzen zu weit zu überschreiten.
Andreas Steiner vom Online-Musikmagazin Stageload ist der Meinung, dass das Album wie ein Donnerschlag nach vorne presche und geradlinig, kraftvoll sowie kompromisslos aus den Boxen knalle. Love Don’t Live Here profitiere im Allgemeinen von der musikalischen Härte und von der Entschlossenheit, welche die Lieder durchtränken, wodurch auch die Qualitäten des Shouters Rob Watson profitierend einwirken. Obwohl die Platte kein Quantensprung sei, wird es als ein gutes Referenzalbum für den Hardcore beschrieben. Ein Makel, dass angesprochen wird, ist die Spielzeit, welche dem Autor zu kurz geraten ist. Nadine Schmidt vom deutschen Metal.de ist weniger beeindruckt und kommt zum Schluss, dass das Album nicht „der Fick deines Lebens“, sondern ein „gut gemachter Quicke, an dem man sich von Zeit zu Zeit erinnert“ ist. Die Produktion des Albums und der Gastsänger-Part von Cameron Grabowski werden zwar lobend hervorgehoben, allerdings mache sich die Gruppe das Album mit Belanglosigkeiten selbst kaputt. So bezeichnet die Autorin das Lied Keep Talkin’ zwar als ein „geradliniges und scharfkantiges Metal-Hardcore-Brett“, welches sich aber aufgrund des einfallslosen Liedtextes selbst ins Abseits katapultiere. Jens Kirsch vom Ox-Fanzine hingegen nennt das Album als eine halbe Stunde vertonte „metallisch angehauchte geballte Hardcore-Aggression.“ Weil die Gruppe musikalisch auf Geschwindigkeit verzichte, sei ein bleischwerer Groove garantiert, welcher „vor allem der Bollo-Fraktion die Hosen aufgehen lassen dürfte.“ Auch Kirsch lobte die Produktion und kommt zum Schluss, dass Love Don’t Live Here den aktuellen Veröffentlichungen von Hatebreed und Born from Pain in nichts nachstehe.